# Harcourt, Iowa
Harcourt är en ort i Webster County i delstaten Iowa, USA.